# Temnocephalida
Die Temnocephalida (von altgriechisch temnein ‚(ab)schneiden‘, kephalē ‚Kopf‘) sind eine Ordnung der Strudelwürmer. Im Gegensatz zu den meisten anderen Strudelwürmern sind alle Arten in dieser Ordnung entweder Kommensalen oder Parasiten. Sie kommen vorwiegend im Süßwasser bei Krebstieren, gelegentlich auch bei Schnecken oder Schildkröten vor. Sie leben typischerweise in den Kiemen- oder Mantelhöhlen oder auf der Körperoberfläche ihrer Wirte. Dabei nehmen die meisten Arten keine Nährstoffe vom Wirt auf, sondern ernähren sich von Kieselalgen und Kleinstlebewesen in ihrer Umgebung. Einige Arten saugen auch Körperflüssigkeiten ihres Wirtes und können daher als Parasiten eingestuft werden. Die Temnocephalida verlassen für gewöhnlich ihren Wirt nicht, können aber auch einige Zeit ohne ihn überleben.

## Vorkommen
Das Verbreitungsgebiet ist vor allem auf tropische und subtropische Regionen begrenzt, vor allem in Südamerika und Australien. Einige Vertreter kommen auch auf der Balkanhalbinsel, Indien, Mittelamerika und auf den Inseln des Südpazifik vor.

## Merkmale
Temnocephalida sind zwischen 0,3 und 2 mm lang und meist farblos und transparent. Die Körperoberfläche ist mit einem Synzytium bedeckt. Von anderen Strudelwürmern unterscheidet sich die Körperdecke durch eine kernlose Zytoplasmagrenze. Das Vorderende ist meist mit Tentakeln besetzt, diese fehlen lediglich bei der Gattung Didymorchis. Nahezu alle Arten besitzen am Hinterende eine Haftsscheibe auf der Unterseite zur Befestigung am Wirt. Dieser fehlt nur bei Caridinicola und wird bei dieser Gattung von einem Paar adhäsiver Gruben ersetzt. Die Haftscheiben der Temnocephalida sind keine hochspezialisierten Saugnäpfe wie bei Saugwürmern. Durch abwechselnde Anhaftung mittels Haftscheibe und Tentakeln können sie sich auf dem Wirt fortbewegen. Die Tentakeln dienen nicht nur der Fortbewegung, sondern auch dem Tastsinn und dem Beutefang. Viele Temnocephalida besitzen ein Augenpaar.
Die Temnocephalida sind Zwitter. Die Hoden sind paarig, die beiden ableitenden Gefäße (Vasa efferentia) vereinigen sich zu einem gemeinsamen Samenleiter. Der Samen wird in einen Samenbläschen gespeichert, von wo er zu einer ausstülpbaren Begattungsorgan (Cirrus) gelangt. Darüber hinaus ist eine als Prostata bezeichnete Gruppe einzelliger Drüsen ausgebildet. Der Eierstock (Ovar) ist unpaar. Von ihm geht der Eileiter aus. Die Dotterstöcke bilden häufig ein Netz untereinander verbundener Gänge. Der weibliche Geschlechtstrakt endet in einer Samentasche (Bursa seminalis), in der überschüssiger Dotter resorbiert wird. Ein oder mehrere Receptacula seminis können vorhanden sein. Von der Bursa seminalis gelangen die Eizellen in den Uterus und dieser mündet mit dem Samenleiter in einen Vorhof (Genitalatrium) und dann auf der Geschlechtsöffnung.
Die Mundöffnung liegt in der Bauchmitte, etwas näher dem Vorderende. Mittels Tentakeln und Bauchkrümmung gelangen die Nahrungspartikel in diese Öffnung. Im Pharynx wird die Nahrung zusammengepresst und durch Enzyme im Darm aufgeschlossen. Der Verdauungsprozess wird in den Phagozyten des Blinddarms abgeschlossen.